# Tanzimat
Tanzimat (tyrkisk: Tanzimat; osmannisk-tyrkisk: تنظيمات) var en periode med reformer i det osmanniske rige, der begyndte i 1839 og sluttede med indførelsen af et konstitutionelt monarki i 1876.
Tanzimat havde til formål at gennemføre en modernisering for at konsolidere det osmanniske riges sociale og politiske fundament. Den betragtes ofte som en parallel til nahda, den tilsvarende 1800-tals-reformbevægelse i de arabiske dele af riget.
Tanzimat-perioden var præget af forskellige forsøg på at modernisere riget og sikre dets territorium mod interne nationalistiske bevægelser og eksterne aggressive magter. Reformerne tilskyndede til osmannisme blandt de forskellige etniske grupper i imperiet og forsøgte at dæmme op for stigningen i nationalismen blandt de enkelte befolkningsgrupper. En del af reformpolitikken var en økonomisk politik baseret på Balta Liman-traktaten fra 1838. I Tanzimat-perioden førte regeringens række af forfatningsreformer til en ganske moderne værnepligtig hær, reformer af bankvæsenet, afkriminalisering af homoseksualitet, udskiftningen af religiøs med verdslig lov og traditionel lavsbaseret fremstilling med moderne fabrikker.
Der blev foretaget mange ændringer for at forbedre borgernes frihedsrettigheder, men mange muslimer så dem som fremmed indflydelse på islams verden. Denne indstilling komplicerede statens reformbestræbelser.

## Etymologi
Ordet Tanzimat er en forkortelse af det tyrkiske udtryk Tanzimat-e hayriye, som betyder "gavnlige ordninger". Det første led er flertal af det arabiske ord tanzim, der betyder ordning, forskrift eller regel.

## Oprindelse
Reformerne opstod hos reformvenlige sultaner som Mahmud II og hans søn Abdulmejid I og fremtrædende, ofte europæisk uddannede embedsmænd, der erkendte, at de gamle religiøse og militære institutioner ikke længere opfyldte rigets behov. De fleste af de symbolske ændringer, eksempelvis nye uniformer, havde til formål at ændre tankegangen hos kejserlige administratorer. Mange embedsmænd blev opfordret til at klæde sig i en mere vestlig stil. Mange af reformerne var forsøg på at kopiere vellykket europæisk praksis. Reformerne blev stærkt påvirket af Code Napoleon og fransk lov under det andet franske kejserrige som et direkte resultat af det stigende antal osmanniske studerende, der blev uddannet i Frankrig. Ændringer omfattede afskaffelse af devshirme-værnepligtssystemet til fordel for almen værnepligt, uddannelsesmæssige, institutionelle og juridiske reformer og systematiske forsøg på at fjerne politisk korruption.
Derudover søgtes den såkaldte osmannisme fremmet, dvs. en ideologi beregnet til at forene alle de forskellige folk, der boede i de osmanniske territorier, "muslimske og ikke-muslimske, tyrkiske og græske, armenske og jødiske, kurdiske og arabiske". Politikken begyndte officielt med Gülhane-dekretet fra 1839, der erklærede ligestilling for loven for både muslimske og ikke-muslimske osmanner.

## Motiver
Det ambitiøse projekt blev lanceret for at bekæmpe rigets langsomme forfald. I længere tid var grænserne skrumpet og rigets styrke svækket i forhold til de europæiske magter. Der var både interne og eksterne grunde til reformerne.
Internt håbede det osmanniske imperium, at det ved at slippe af med millet-systemet kunne opnå en mere direkte kontrol med alle dets borgere via oprettelsen af en mere centraliseret regering og en større legitimitet for styret. Et andet stort håb var, at større åbenhed overfor forskellige befolkningsgrupper ville tiltrække flere mennesker ind i imperiet. Der var frygt for indre stridigheder mellem muslimer og ikke-muslimer, og større religiøs frihed til alle forventedes at formindske denne trussel. At give flere rettigheder til kristne blev anset for at kunne reducere faren for fremmed intervention på deres vegne.
Selvom motiverne til implementeringen af Tanzimât var bureaukratiske, blev de ansporet af liberale ministre og intellektuelle som Dimitrios Zambakos Pasha, Kabuli Mehmed Pasha, ung-osmannernes hemmelige samfund  og liberalt sindede personer som Midhat Pasha, der ofte betragtes som en af grundlæggerne af det osmanniske parlament.  Takket være de nye interne, økonomiske og diplomatiske kriser i 1875–1876 indførte Midhat Pasha forfatningen fra 1876 og afsluttede Tanzimat.

## Reformer
Tanzimât-reformerne begyndte under Sultan Mahmud II. Den 3. november 1839 udstedte Sultan Abdulmejid en hatt-i sharif eller kejserligt dekret kaldet Gülhane-dekretet eller Tanzimat (تنظيمات) Fermânı. Dette blev efterfulgt af flere vedtagelser, der implementerede den nye politik.
I dekretet erklærede sultanen, at han ønskede "at bringe fordelene ved en god administration til provinserne i det osmanniske rige gennem nye institutioner". Blandt reformerne var:
- garantier for at sikre de osmanniske undersåtter fuld sikkerhed for deres liv, ære og ejendom (1839);
- indførelsen af de første osmanniske papirsedler (1840);
- åbningen af imperiets første postkontorer (1840);
- omorganisering af det økonomiske system (1840)
- omorganisering af civil- og straffeloven (1840)
- oprettelsen af Meclis-i Maarif-i Umumiye (1841), som var prototypen for det første osmanniske parlament (1876);
- reorganiseringen af hæren og en ny metode til at rekruttere soldater til hæren og fastsætte varigheden af militærtjenesten (1843–44);
- vedtagelsen af en osmannisk nationalhymne og et osmannisk nationalflag (1844)
- den første landsdækkende osmanniske folketælling i 1844 (kun mandlige borgere blev talt);
- de første nationale identitetskort (officielt navngivet identitetspapirer Mecidiye, 1844);
- institutionen for et råd for offentlig instruktion (1845) og undervisningsministeriet ( Mekatib-i Umumiye Nezareti, 1847, som senere blev Maarif Nezareti, 1857);
- afskaffelsen af slaveri og slavehandel (1847);
- etablering af de første moderne universiteter ( darülfünun, 1848), akademier (1848) og lærerseminarier ( darülmuallimin, 1848);
- oprettelsen af sundhedsministeriet ( Tıbbiye Nezareti, 1850)
- den særlige handelslovgivning (1850)
- oprettelsen af videnskabsakademiet ( Encümen-i Daniş, 1851);
- etableringen af Şirket-i Hayriye ( tr ), der kørte de første dampdrevne pendlerfærger (1851);
- oprettelsen af den moderne kommune Konstantinopel ( Şehremaneti, 1854) og byplanlægningsrådet ( İntizam-ı Şehir Komisyonu, 1855);
- Hatt-ı Hümayun fra 1856 (kaldet Islahat, dvs. forbedring), der lovede fuld juridisk ligestilling for borgere af alle religioner (1856);
- afskaffelsen af devshirme-systemet for militær værnepligt, hvilket tillod ikke-muslimer at blive soldater (1856);
- forskellige bestemmelser for bedre administration af den offentlige service og fremme af handel;
- etablering af de første telegrafnetværk (1847–1855) og jernbanenetværk (1856);
- udskiftning af lavspræget manufaktur med fabrikker
- oprettelsen af den osmanniske centralbank (oprindeligt oprettet som Bank-ı Osmanî i 1856 og senere reorganiseret som Bank-ı Osmanî-i Şahane i 1863) [17] og den osmanniske børs ( Dersaadet Tahvilat Borsası, oprettet i 1866 ); [18]
- Landkoden ( Arazi Kanunnamesi (1857);
- tilladelse til private forlag og trykkerier med Serbesti-i Kürşad Nizamnamesi (1857)
- afkriminalisering af homoseksualitet (1858)
- oprettelsen af Civil Service School, en institution for videregående uddannelse for civile (1859) [19]
- oprettelsen af skolen for økonomiske og politiske videnskaber ( Mekteb-i Mülkiye, 1859);
- kodekset om regulering af presse og journalistik ( Matbuat Nizamnamesi, 1864); blandt andre.
- oprettelsen af det kejserlige osmanniske lycée ved Galatasaray, en anden institution for videregående uddannelse for civile (1868) [19]
- Nationalitetsloven fra 1869, der skabte et fælles osmannisk statsborgerskab uanset religiøse eller etniske splittelser (1869).

### Gülhane-dekretet fra 1839
Gülhane-dekretet var den første store reform i Tanzimat-reformerne under sultan Abdulmejids regering og en afgørende begivenhed i bevægelsen henimod sekularisering. Dekretet, opkaldt efter rosenhuset (Gülhane) ved Topkapi-paladset, indførte et moderne skattesystem med lønnede skatteopkrævere. Dette afspejler de centraliserende virkninger af Tanzimat-reformerne. Derudover indførte dekretet tvungen værnepligt baseret på de forskellige distrikters befolkningsstørrelse.
Den mest betydningsfulde klausul i Gülhane-dekretet er imidlertid den, der håndhæver retsstatsprincippet for alle undersåtter, inklusive ikke-muslimer, ved at garantere retten til liv og ejendom for alle. Dette satte en stopper for kul-systemet, som tillod herskerens tjenere at blive henrettet eller få deres ejendom konfiskeret efter hans ønske. Disse reformer forsøgte at etablere juridisk og social lighed for alle osmanniske borgere. Reformerne eliminerede millet-systemet i det osmanniske rige. Millet-systemet skabte religiøst baserede samfund, der fungerede autonomt, så folk blev organiseret i samfund, der havde forskellige privilegier. Denne klausul ophævede disse samfunds privilegier og konstruerede et samfund, hvor alle fulgte den samme lov.
De nye reformer lagde op til en næsten fuldstændig omorganisering ("genopbygning") af det offentlige liv i det osmanniske rige. Under genopbygningen blev der etableret et system med statslige skoler, der skulle uddanne kommende embedsmænd. Hver provins var organiseret sådan, at hver guvernør havde et rådgivende råd og særlige opgaver for bedre at kunne tjene territoriet. De nye reformer medførte også behov for et moderne finansielt system med en centralbank, statsobligationer og en decimalvaluta. Endelig ledte reformerne til en udvidelse af veje, kanaler og jernbanelinjer til bedre kommunikation og transport.

### Dekretet fra 1856 og religionsfrihed
Reformdekretet fra 1856 havde som formål at gennemføre løfterne fra Tanzimat. Dekretet var meget specifikt med hensyn til status for ikke-muslimer, hvilket gør det muligt "at se det som resultatet af en periode med religiøs rastløshed, der fulgte 1839-dekretet". Officielt var en del af Tanzimats mål at gøre staten intolerant over for tvungen konvertering til islam, hvilket også gjorde henrettelsen af frafaldne fra islam ulovlig. På trods af statens officielle holdning midt i Tanzimat-reformerne synes denne tolerance over for ikke-muslimer at være blevet alvorligt begrænset, i det mindste indtil Reformdekretet fra 1856. Det osmanniske rige havde på mange forskellige måder forsøgt at nå ud til ikke-muslimer. Først forsøgte den at nå ud til dem ved at give alle ikke-muslimer mulighed for at ansøge om dhimmi-status. At have dhimmi-status gav ikke-muslimer mulighed for at leve i sikkerhed i det osmanniske rige og eje fast ejendom mod at betale en særlige skat (jizya).

## Konsekvenser
Selvom Gülhane-dekretet og Tanzimat udstak vigtige retningslinjer for samfundet, udgjorde de ikke en forfatning og erstattede ikke sultanens myndighed.
Alligevel havde Tanzimat-reformerne vidtgående effekter. De, der blev uddannet på de skoler, der blev oprettet i Tanzimat-perioden, omfattede store personligheder i de nationalstater, der senere ville udvikle sig fra det osmanniske rige, såsom Mustafa Kemal Atatürk og andre progressive ledere og tænkere i Republikken Tyrkiet og mange andre personligheder fra Balkan, Mellemøsten og Nordafrika. Systemet blev i sidste ende forladt som følge af forhandlinger med stormagterne efter Krimkrigen. Som en del af chartret fra 1856 krævede de europæiske magter en meget stærkere suverænitet for etniske samfund indenfor imperiet, der adskiller sig fra osmannerne, som forestillede sig lighed, der indebar identisk behandling under loven for alle borgere. Det var med til at styrke den kristne middelklasse og øgede deres økonomiske og politiske magt. 
Fremtrædende arabere var ofte imod Tanzimat. De kunne se, at embedsmandsstillinger i den osmanniske stat gik til unge mænd, der var uddannet i regeringsskolerne. Begyndende i 1870'erne begyndte mange af de førende arabiske familier den praksis at indskrive deres sønner på de højere læreanstalter i Konstantinopel. Efter at have afsluttet deres studier opnåede disse unge arabere positioner i det osmanniske bureaukrati og gav dermed deres familier adgang til regeringen. Faktisk formåede den arabiske elite under hele Tanzimat at bevare deres privilegier og gøre sig uundværlig for de osmanniske embedsmænd, der blev sendt ud fra Konstantinopel. Dermed overlevede de toneangivende araberes stilling de centraliserende reformer.
Reformerne toppede i 1876 med gennemførelsen af en osmannisk forfatning, der begrænsede sultanens autokratiske magt. Den følgende periode blev kendt som den første forfatningsmæssige periode. Selvom den nye sultan Abdul Hamid II underskrev den første forfatning, vendte han sig dog hurtigt imod den.
Statlige institutioner blev reorganiseret; love blev opdateret i henhold til behovene i den foranderlige verden; moderne uddannelse, tøj, arkitektur, kunst og livsstil blev opmuntret. Denne omorganisering og tilføjelse af statslige institutioner resulterede i en enorm stigning i antallet af embedsmænd i det osmanniske rige.
Nogle forskere mener, at Tanzimats vidtgående forandringer med hensyn til ikke-muslimer, fra en status som en underlagt befolkning til ligestillede undersåtter, var delvist ansvarlige for de hamidiske massakrer og det efterfølgende armenske folkedrab. Efter deres opfattelse var disse tragedier uundgåelige reaktioner fra det muslimske samfund på Tanzimats ændringer, fordi disse var blevet pålagt ovenfra og ikke afspejlede befolkningens værdier.

### Virkninger i forskellige provinser
I Libanon var Tanzimat-reformerne beregnet til at vende tilbage til traditionen for lighed for loven for alle undersåtter. Den sublime porte antog imidlertid, at den underliggende hierarkiske sociale orden ville forblive uændret. I stedet for gav omvæltningerne ved reformen anledning til forskellige forståelser af målene for Tanzimat. Eliterne på Libanonbjerget fortolkede faktisk Tanzimat vidtt forskelligt fra hinanden, hvilket førte til etno-religiøse oprør blandt nyligt frigjorte maronitter. Som et resultat deltog europæiske og osmanniske embedsmænd i en konkurrence for at vinde loyaliteten for de lokale indbyggere - franskmændene ved at hævde at beskytte maronitterne; briterne, druserne og osmannerne ved at forkynde sultanens velvilje over for alle hans religiøst ligestillede undersåtter.
I Palæstina tillod jordreformer, især ændringen i jordbesiddelsesstrukturen via den osmanniske jordlov af 1858, russiske jøder at købe jord, hvilket gjorde det muligt for dem at indvandre til landet under den første Aliya. For at styrke sit skattegrundlag pålagde den osmanniske stat araberne i Palæstina som andre steder at registrere deres jord for første gang. Som regel stolede fellahin ikke på det skrantende regime og frygtede, at registrering kun ville føre til højere beskatning og værnepligt. Den udbredte analfabetisme blandt fellahin betød i sidste ende, at mange lokale mukhtarer var i stand til at registrere hele landsbyområder under deres eget navn. Således var de i stand til senere at påberåbe sig ejerskab og sælge de lokale bønders jord til de nye jødiske indvandrere, da de selv flyttede permanent til Syrien eller Tyrkiet. I andre tilfælde var rige kristne eller muslimske familier, klassen af 'Effendis', i stand til at samle sig store mængder jord, som de selv udnyttede eller solgte videre.
I Armenien blev den armenske nationale forfatning (osmannisk tyrkisk: "Nizâmnâme − i Millet − i Ermeniyân") fra 1863 godkendt af den osmanniske regering. "Reguleringskodekset" bestod af 150 artikler udarbejdet af den armenske intelligentsia og definerede beføjelser fra den armenske patriark under det osmanniske millet-system og den nyoprettede "armenske nationalforsamling".